# DataPlay
DataPlay es un sistema de disco óptico desarrollado por DataPlay Inc., disponible en el mercado desde 2002.

## Descripción
Emplea un disco muy pequeño (32 mm de diámetro) encerrado en un cartucho protector que almacena 250 MB por cara. DataPlay fue destinado principalmente a reproducción de música portátil, incluyendo discos pregrabados y discos grabados por el usuario, incluyendo los que combinan pregrabación de información con áreas grabables.
DataPlay incluyó un elaborado sistema digital de derechos diseñado para permitir a los consumidores “desbloquear” el contenido pregrabado extra del disco después de la compra.
La industria de grabación de música apoyó al DataPlay, y un pequeño número de estos discos fue sacado al mercado, incluido un álbum de Britney Spears. Sin embargo, como formato de pregrabado DataPlay fue un completo fracaso.